# Wendelgard von Staden
Wendelgard von Staden (geborene Freiin von Neurath; * 7. Juni 1925 in Heidelberg) ist eine deutsche Schriftstellerin und ehemalige  Mitarbeiterin des Auswärtigen Amts.

## Leben
Die Nichte Konstantin von Neuraths besuchte die Schule in Vaihingen an der Enz, das Gymnasium in Ludwigsburg und legte 1943 ihr Abitur in Berlin ab. Sie absolvierte eine landwirtschaftliche Lehre auf einem Hof in der Nähe von Heilbronn. Sie begann zunächst ein landwirtschaftliches Studium an der Universität Hohenheim, wechselte dann jedoch an die Universität Tübingen und studierte dort als eine der ersten Frauen Nationalökonomie. 1947 kam sie als eine der ersten Stipendiatinnen an die École libre des sciences politiques in Paris und an die University of Southern California, um Politikwissenschaft zu studieren. Sie schlug eine diplomatische Laufbahn ein, arbeitete für das Auswärtige Amt in Bonn, wurde Vize-Konsulin in Bern und Legationsrätin in Washington. 1961 heiratete sie den Diplomaten Berndt von Staden. Aus der Ehe gingen drei Kinder hervor. Seit Juli 1985 lebt Wendelgard von Staden auf dem früheren Hof ihres Onkels, dem Leinfelder Hof bei Enzweihingen.

## Literarisches Schaffen
Nacht über dem Tal: Eine Jugend in Deutschland ist der autobiografische Bericht über die Jugend Wendelgard von Stadens. Sie beschreibt darin die Geschehnisse auf dem Hofgut ihrer Eltern in Kleinglattbach, einem Stadtteil von Vaihingen an der Enz. Auf dem von der SS enteigneten Grund ihres Vaters entsteht das KZ Wiesengrund. Weil die Familie aus betrieblichen Gründen einen durch das Sperrgebiet führenden Weg weiter benutzen darf, haben die Familienangehörigen Einblick in das Geschehen auf dem KZ-Gelände, auf dem in Zusammenarbeit mit der Messerschmitt AG eine unterirdische Flugzeugfabrik entstehen soll. Von Stadens Mutter Irmgard von Neurath versucht sich zusammen mit der ab Mitte 1944 wieder bei den Eltern lebenden Tochter für die Häftlinge einzusetzen. Es gelingt zwar, Kontakt zu einer kleinen Gruppe von Häftlingen aufzunehmen, aber der Plan der Mutter, in Absprache mit dem Lagerleiter Wilhelm Lautenschlager beim Herannahen der Alliierten die zu diesem Zeitpunkt noch überlebenden Gefangenen zu befreien, scheitert. Alle noch Marschfähigen werden kurz vor der Ankunft der französischen Armee nach Dachau verlegt.
Irmgard von Neurath wird nach Kriegsende verhaftet. Zunächst wurde die Mutter im Kreisgefängnis untergebracht, dann in ein Lager auf dem Asperg (Stuttgart) verlegt, wo ihre Tochter vergeblich versuchte, zu ihr durchzudringen – um mit einem der früheren Ärzte des Lagers Wiesengrund zu sprechen, der einen Brief an die Militärregierung verfasste. Diesen sollte Wendelgard lieber persönlich zum Hauptquartier der Amerikaner in Frankfurt bringen. Sie tat dies, begleitet von ihrem polnischen Freund „Kuba“, einem der früheren Arbeiter auf ihrem Hof. Dort wurden sie nach Heidelberg verwiesen an das CIC (Civilian Internment Camp, die alliierten Lager für potenzielle Kriegsverbrecher ab 1945), wo es ihm auch gelang, weitere Erklärungen abzugeben. Aber man hörte nichts weiteres, ob der Brief oder die Erklärungen Gehör gefunden hätten.

„Und eines Tages kam sie heim. In der alten Khaki-Jacke, mit der Decke unter dem Arm, kam sie in den Hof. Sie hatte zugenommen. Sie war ganz fröhlich. Die Amerikaner hatten sie aus dem Lager entlassen, ohne Verhör, ohne Verhandlung. Niemand hatte sich dort um sie gekümmert.
 (Seite 152)“

Später sagte die Mutter als Zeugin in Rastatt vor dem Militärtribunal der Franzosen aus im Verfahren über die Wachmannschaften des KZs Wiesengrund (S. 153). Angeklagt waren der Kommandant Lautenschlager, Lagerarzt Dichmann sowie SS-Angehörigen Hecker, Pill, Sommer und Möller – der sich auch außerhalb des KZs, vor den Augen der jungen Wendelgard, nicht schämte, besonders unberechenbare Grausamkeit gegenüber den auf dem Hof arbeitenden Zwangsarbeiterlager-Insassen zu zeigen (S. 86).

„...und der Vorsitzende habe gesagt: «Sie haben als Deutsche geholfen, die Zivilisation zu retten und haben nach Ehre und Barmherzigkeit gehandelt. Dafür dankt Ihnen das Gericht heute.»
 (Seite 153)“

Wendelgard von Staden schrieb das Buch innerhalb von acht Tagen in Cape Cod nieder, während ihr Mann Botschafter der Bundesrepublik Deutschland in den USA war. Es erreichte zwischen 1979 und 1981 sieben Auflagen in Deutschland und erschien 1982 in englischer Übersetzung.

## Ehrungen
Wendelgard von Staden wurde 2025 mit der Bürgermedaille der Stadt Vaihingen an der Enz für ihr lebenslanges soziales Engagement ausgezeichnet.

## Werke
- Nacht über dem Tal: Eine Jugend in Deutschland. Verlag Eugen Diederichs, Düsseldorf/Köln 1979, ISBN 3-424-00640-8.